# Xarxet falçat
El xarxet falçat o xarxet falcat (Mareca falcata) és una espècie d'ocell de la família dels anàtids (Anatidae) que habita llacunes, rius i encara zones costaneres durant la migració. Cria des de Sibèria meridional i central, cap a l'est fins al Mar d'Okhotsk i Kamtxatka, cap al sud, fins Tuva, Krai de Primórie i Sakhalín, Mongòlia, Manxúria, illes Kurils i l'illa japonesa de Hokkaido. A l'hivern migren fins al nord de l'Índia i d'Indoxina, Xina, sud del Japó, Hainan i Taiwan.